# Feudalismo

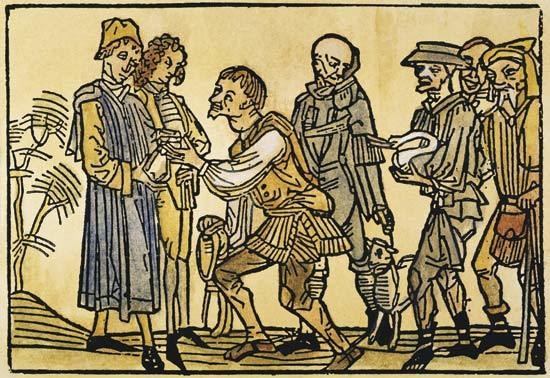
El feudalismo en la Edad Media

Feudalismo es la denominación del sistema político predominante en Europa Occidental durante la Alta Edad Media y Baja Edad Media, caracterizado por la descentralización del poder político basada en la difusión del poder desde la cúspide —donde se encontraba el rey o el emperador— hacia el poder local ejercido de forma más efectiva y con relativo alto grado de autonomía por una aristocracia llamada nobleza, de varios niveles jerárquicos, que formaba la base de la estratificación social de la época. No hay acuerdo entre los historiadores sobre el comienzo del período feudal europeo ni su duración, que además varía según la región, con unas interpretaciones más generosas (entre finales del siglo IX al siglo XV) y otras más limitadas (entre los siglos X y XII-XIII).
El término feudalismo también es utilizado historiográficamente para denominar las formaciones sociales históricas caracterizadas por el modo de producción que el materialismo histórico (historiografía marxista) denomina feudal. Como formación socioeconómica, se puede decir que el feudalismo se inició en la Antigüedad tardía con la transición del modo de producción esclavista al feudal, a partir de la crisis del siglo III y, sobre todo, con la disolución del Imperio romano de Occidente (siglo V) y la formación de los reinos germánicos y el Imperio carolingio (siglos VIII y IX).
Más allá del feudalismo europeo occidental, se denomina feudalismo a un sistema similar en Japón (feudalismo japonés) que comienza en la Antigüedad tardía y se adentra en la Edad Media, con su propia periodización y que se forma a partir de un feudalismo militar; mientras que en la Europa Oriental aparece un feudalismo tardío, que comienza a finales de la Baja Edad Media y se da principalmente a comienzos de la Edad Moderna.

## Etimología

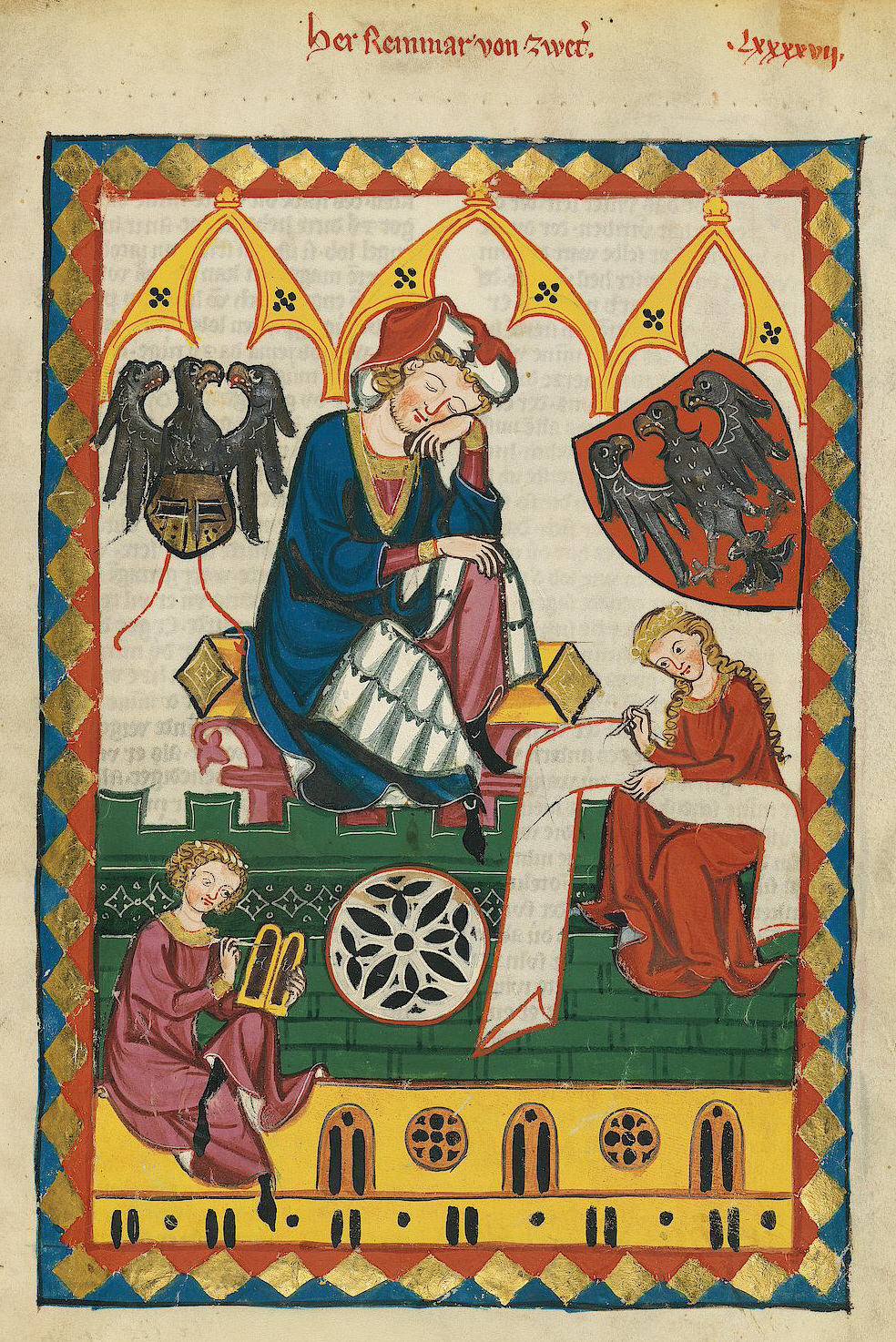
Herr Reinmar von Zweter, un Minnesänger del, se representa con los brazos nobles en el Codex Manesse.

La palabra «feudalismo» es un término erudito tardío (siglo XVII), que deriva del adjetivo «feudal» de la palabra «feudo» (del latín, feodum o feudum, lit. ‘préstamo’); si bien, el origen de estas palabras es mucho anterior a su empleo en este contexto. En su forma original del latín medieval, la única empleada en los documentos originales, el sustantivo fevum se remonta al siglo X, aunque su uso no se vería expandido hasta pleno siglo XI, que es cuando entra en uso también el adjetivo feodalis (‘feudal’).

## Definición
El fundamentado del feudalismo —las relaciones de clientela, séquito y vasallaje— en distintas tradiciones jurídicas, como el derecho romano y el derecho germánico, respondió a la inseguridad e inestabilidad de la época de las invasiones que se fueron sucediendo durante siglos (entre germánicos, eslavos, magiares, musulmanes, vikingos). Ante la impotencia de los Estados, la única seguridad provenía de las autoridades locales, a saber, nobles laicos o eclesiásticos que controlaban castillos y monasterios fortificados en entornos rurales, convertidos en los nuevos centros de poder ante la decadencia de las ciudades clásicas (formando la base de las futuras ciudades y centros urbanos).
En el feudo, entendido como unidad socioeconómica o de producción, se establecían relaciones de muy distinta naturaleza, entre el señor y los siervos. La forma más evidente de renta feudal era la realización por los siervos de prestaciones de trabajo (corveas o sernas), con lo que el espacio físico del feudo se dividía entre la reserva señorial o reserva dominical (donde se concentraba la producción del excedente) y los mansos (donde se concentraba la producción imprescindible para la reproducción de la fuerza de trabajo campesina). Los siervos se obligaban a distintos tipos de pago, como una parte de la cosecha o un pago fijo, que podía realizarse en especie o en moneda (forma poco usual hasta el final de la Edad Media, dado que en siglos anteriores la circulación monetaria, y de hecho todo tipo de intercambios, se reducían al mínimo), a los que se añadían todo tipo de derechos y monopolios señoriales.

### Definición y aspectos institucionalistas
Desde el punto de vista institucionalista, el feudalismo fue el conjunto de instituciones creadas en torno a una relación muy específica: la que se establecía entre un hombre libre —el vasallo (vasallus, vassus)—, que recibía la concesión de un bien —el feudo— por parte de otro hombre libre (normalmente de mayor alcurnia) —el señor—, ante el que se encomendaba en una ceremonia codificada —el homenaje— que representaba el establecimiento de un contrato sinalagmático. Esta serie de obligaciones recíprocas, tanto militares como civiles, giraba en torno a tres conceptos clave: señor, vasallo y feudo.
Entre señor y vasallo se establecían las relaciones de vasallaje, esencialmente políticas. La clase más baja de vasallaje era la servidumbre; aunque el siervo era en principio también hombre libre (encajando en la definición de vasallo), se trataba normalmente de campesinos sujetos fiscalmente a una tierra, cuyo señor tenía la potestad de decidir en numerosos asuntos de su vida y sobre sus posesiones.

### Definición y aspectos marxistas
Modo de producción con unas peculiares formas de relación socioeconómica, situado entre el esclavismo de la Antigüedad y el capitalismo moderno. Concretamente, se entiende como un conjunto de relaciones de producción y dependencia entre el campesino y el señor, propietario de la tierra que aquel usufructúa, en un momento de predominio de la agricultura como fuente de riqueza.
El feudalismo se puede entender también como consecuencia de la ruptura de todas las estructuras de poder antiguo tras la caída del Imperio romano de Occidente. El poder estatal se fragmenta y es asumido por los grandes propietarios de tierras, los señores. Cada señor se convierte en juez, administrador, cobrador de impuestos y líder militar de la comarca que controla. Este poder de los señores feudales recibía el nombre de ban. Los campesinos ofrecían sus servicios en trabajo (corveas) o pagaban un impuesto o tributo al señor feudal a cambio de protección, para poder protegerse en los castillos durante las invasiones.
Pese a la ausencia de control estatal, el sistema feudal no era una anarquía. Se forman relaciones feudovasalláticas de subordinación. Los señores débiles se subordinaban a un señor más poderoso. En la cima de estas relaciones de vasallaje estaba el rey, a quien todos los señores declaraban estar sometidos. Las relaciones establecidas entre el señor y los siervos se explican como resultado de una coerción extraeconómica, por la que el señor extraía el excedente productivo al campesino.

## Uso del término feudalismo
El fracaso del proyecto político centralizador de Carlomagno llevó, en ausencia de ese contrapeso, a la formación de un sistema político, económico y social que los historiadores han convenido en llamar feudalismo, aunque en realidad el nombre nació como un peyorativo para designar el Antiguo Régimen por parte de sus críticos ilustrados. La Revolución francesa suprimió solemnemente "todos los derechos feudales" en la noche del 4 de agosto de 1789 y "definitivamente el régimen feudal", con el decreto del 11 de agosto.
La generalización del término permite a muchos historiadores aplicarlo a las formaciones sociales de todo el territorio europeo occidental, pertenecieran o no al Imperio Carolingio. Los partidarios de un uso restringido, argumentando la necesidad de no confundir conceptos como feudo, villae, tenure, o señorío lo limitan tanto en espacio (Francia, Oeste de Alemania y Norte de Italia) como en el tiempo: un "primer feudalismo" o "feudalismo carolingio" desde el siglo VIII hasta el año 1000 y un "feudalismo clásico" desde el año 1000 hasta el 1240, a su vez dividido en dos épocas, la primera, hasta el 1160 (la más descentralizada, en que cada señor de castillo podía considerarse independiente); y la segunda, la propia de la "monarquía feudal". Habría incluso "feudalismos de importación": la Inglaterra normanda desde 1066 y los Estados cruzados (siglos XII y XIII).
Otros prefieren hablar de "régimen" o "sistema feudal", para diferenciarlo sutilmente del feudalismo estricto, o de síntesis feudal, para marcar el hecho de que sobreviven en ella rasgos de la Antigüedad clásica mezclados con contribuciones germánicas, implicando tanto a instituciones como a elementos productivos, y significó la especificidad del feudalismo europeo occidental como formación económico-social frente a otras también feudales, con consecuencias trascendentales en el futuro devenir histórico. Más dificultades hay para el uso del término cuando nos alejamos más: Europa Oriental experimenta un proceso de "feudalización" desde finales de la Edad Media, justo cuando en muchas zonas de Europa Occidental los campesinos se liberan de las formas jurídicas de la servidumbre, de modo que suele hablarse del feudalismo polaco o ruso.
El Antiguo Régimen en Europa, el islam medieval o el Imperio bizantino fueron sociedades urbanas y comerciales, y con un grado de centralización política variable, aunque la explotación del campo se realizaba con relaciones sociales de producción muy similares al feudalismo medieval. Los historiadores que aplican la metodología del materialismo histórico (Marx definió el modo de producción feudal como el estadio intermedio entre el esclavista y el capitalista) no dudan en hablar de "economía feudal" para referirse a ella, aunque también reconocen la necesidad de no aplicar el término a cualquier formación social preindustrial no esclavista, puesto que a lo largo de la historia y de la geografía han existido otros modos de producción también previstos en la modelización marxista, como el modo de producción primitivo de las sociedades poco evolucionadas, homogéneas y con escasa división social —como las de los mismos pueblos germánicos previamente a las invasiones— y el modo de producción asiático o despotismo hidráulico —Egipto faraónico, reinos de la India o Imperio chino— caracterizado por la tributación de las aldeas campesinas a un estado muy centralizado. En lugares aún más lejanos se ha llegado a utilizar el término feudalismo para describir una época. Es el caso de Japón y el denominado feudalismo japonés, dadas las innegables similitudes y paralelismos que la nobleza feudal europea y su mundo tiene con los samuráis y el suyo (véase también shogunato, han y castillo japonés). También se ha llegado a aplicarlo a la situación histórica de los periodos intermedios de la historia de Egipto, en los que, siguiendo un ritmo cíclico milenario, decae el poder central y la vida en las ciudades, la anarquía militar rompe la unidad de las tierras del Nilo, y los templos y señores locales que alcanzan a controlar un espacio de poder gobiernan en él de forma independiente sobre los campesinos obligados al trabajo.

## Antecedentes
El sistema feudal europeo tiene sus antecedentes en el siglo VI, al caer el Imperio romano de Occidente. El colapso del Imperio acaeció básicamente por su extensión y la incapacidad del emperador para controlar todas sus provincias, sumado a cada vez más numerosas incursiones de pueblos bárbaros que atacaban y saqueaban las provincias más retiradas del imperio. Esto provocó que los emperadores necesitaran gente para defender sus grandes terrenos y contrataran caballeros o nobles (precursores del modelo de señor feudal), que a su vez contrataran vasallos, villanos, etc. Se llegó incluso a contratar a jefes y tropas mercenarias de los mismos pueblos "bárbaros".
A partir del siglo X no queda resto de la civilización romana sobre Europa. La realeza, sin desaparecer, ha perdido todo el poder, real y efectivo, y sólo conserva una autoridad sobrenatural remarcada por las leyendas que le atribuyen carácter religioso o de intermediación entre lo divino y lo humano. Así, el rey no gobierna, sino que su autoridad viene, a los ojos del pueblo, de Dios, y es materializado e implementado a través de los pactos de vasallaje con los grandes señores, aunque en realidad son estos quienes eligen y deponen dinastías y personas. En el plano micro, los pequeños nobles mantienen tribunales feudales que en la práctica compartimentalizan el poder estatal en pequeñas células.

### Un nuevo poder
La Iglesia Católica, conocedora de la fragilidad de los reinos y del poder que ella misma tiene en esa situación, durante los concilios de Charroux y de Puy consagra a los prelados y señores como jefes sociales y sanciona con graves penas la desobediencia de estas normas. Los señores, a partir de ese momento, "reciben el poder de Dios" y deben procurar la paz entre ellos, pacto que deben renovar generación tras generación.
Se conforma así un modelo en el que la "gente armada" adquiere determinados compromisos sobre la base de juramentos y deben proteger el orden creado, y los eclesiásticos que forman la moral social y se encuentran salvaguardados por los señores.

### Entorno, tareas y división de la nueva sociedad
El castillo encaramado sobre un alto será la representación del poder y la fuerza. En principio, baluarte que se daban las poblaciones para protegerse de las depredaciones. Luego, hogar del señor y lugar de protección de los vasallos en los conflictos. Desde allí se administra justicia a todos cuantos se encuentran sujetos. En un principio, las personas libres están sometidas a unas mínimas normas de obediencia, defensa mutua y servicios prometidos. Los demás son siervos.
En los zonas donde la dominación romana duró más tiempo (Italia, Hispania, Provenza), las ciudades se conservan, si bien con menor importancia numérica, pero a salvo de señoríos. En zonas más al norte, donde los romanos se asentaron menos tiempo o con menor intensidad, la reducción de la población en las ciudades llegó a hacer desaparecer los pocos núcleos importantes que había y el feudalismo se implanta con más fuerza.
La sociedad se encuentra entonces con tres órdenes que, según la propia Iglesia, son mandatos de Dios y, por tanto, fronteras sociales que nadie puede cruzar. La primera clase u orden es la de los que sirven a Dios, cuya función es la salvación de todas las almas y que no pueden encomendar su tiempo a otra tarea. La segunda clase es la de los combatientes, aquellos cuya única misión es proteger a la comunidad y conservar la paz. La tercera clase es la de los que laboran, que con su esfuerzo y trabajo deben mantener a las otras dos clases.

## El vasallaje y el feudo

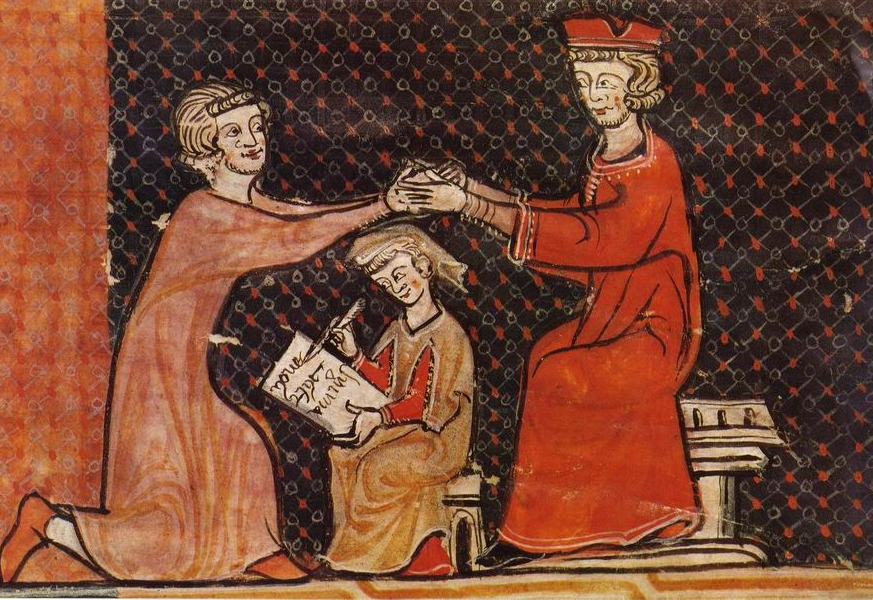
Un vasallo arrodillado realiza la inmixtio manum durante el homenaje a su señor, sentado mientras un escribiente toma nota.

Dos instituciones eran claves para el feudalismo: 
Por un lado el vasallaje, la relación jurídico-política entre señor y vasallo. Era un contrato sinalagmático, es decir, entre iguales, con requisitos por ambas partes, entre señores y vasallos (ambos hombres libres, ambos guerreros, ambos nobles). Consistenía en el intercambio de apoyos y fidelidades mutuas:  dotación de cargos, honores y tierras —el feudo— por el señor al vasallo, y compromiso de auxilium et consilium —auxilio o apoyo militar y consejo o apoyo político. Si no se cumplía o se rompía por cualquiera de las dos partes daba lugar a la felonía, y cuya jerarquía se complicaba de forma piramidal (el vasallo era a su vez señor de vasallos).
Por otro lado había el feudo como la unidad económica y de relaciones sociales de producción entre el señor del feudo y sus siervos. No era un contrato igualitario, sino una imposición violenta justificada ideológicamente como un quid pro quo de protección a cambio de trabajo y sumisión. Cada feudo era la unidad productiva donde se producía todo lo suficiente para la subsistencia, principalmente mediante  agricultura y ganadería. Había dos tipos de campesinado: los campesinos siervos cultivaban las tierras del señor del que dependían y no eran libres de abandonar el feudo. Los campesinos libres cultivaban sus propias tierras o las que el señor les cedía, eran libres, podían tener propiedades y abandonar el feudo.En ambos casos su objetivo era producir su propia subsistencia y también la de los otros dos estamentos: los que se dedicaban a orar (clero), y los dedicados a la guerra (nobleza). La economía agraria feudal era servil, cerrada y autosuficiente.
Por tanto, la realidad que se enuncia como relaciones feudo-vasalláticas es realmente un término que incluye dos tipos de relación social de naturaleza completamente distinta, aunque los términos que las designan se empleaban en la época (y se siguen empleando) de forma equívoca y con gran confusión terminológica entre ellos:
El vasallaje era un pacto entre dos miembros de la nobleza de distinta categoría. El caballero de menor rango se convertía en vasallo (vassus) del noble más poderoso, que se convertía en su señor (dominus) por medio del Homenaje y de la Investidura, en una ceremonia ritualizada que tenía lugar en la torre del homenaje del castillo del señor.
El homenaje (homage) del vasallo al señor consistía en la postración o humillación habitualmente de rodillas, el osculum (beso), la inmixtio manum cuando las manos del vasallo, unidas en posición orante, eran acogidas entre las del señor, y una frase que reconociera haberse convertido en su hombre. 
Tras el homenaje se producía la investidura del señor al vasallo, que representaba la entrega de un feudo. Dependiendo de la categoría smbos, podía ser un condado, un ducado, una marca, un castillo, una población, un simple sueldo, o incluso un monasterio si el vasallaje era eclesiástico. El acto se simbolizaba a través de un símbolo del territorio o de la alimentación que el señor debe al vasallo —ofreciendo un poco de tierra, hierba o grano—, y del espaldarazo, en el que el vasallo recibe una espada tras unos golpes con ella en los hombros, o bien un báculo si era religioso.

### El homenaje y la investidura

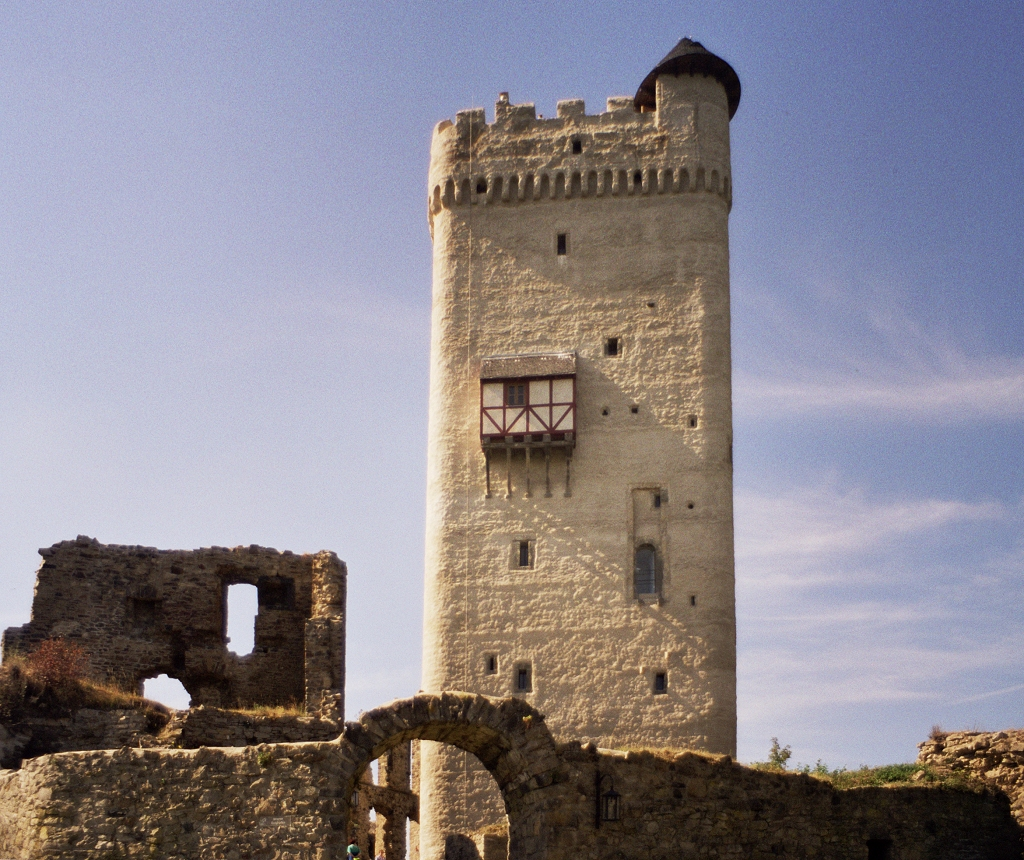
Torre del homenaje del castillo de Olbrueck en Alemania

El homenaje era un ritual por el que un señor concedía un feudo a otro hombre de la clase privilegiada a cambio de algunos servicios y prestaciones, generalmente de orden militar.
La figura del Homenaje adquiere mayor importancia entre los siglos XI al XIII, destinándose la parte más noble del castillo para ello, la torre. En el ceremonial participaban dos hombres: el vasallo que, arrodillado, destocado y desarmado frente al señor con las manos unidas en prueba de humildad y sometimiento, espera que este le recoja y lo alce, dándose ambos un reconocimiento mutuo de apoyo y un juramento de fidelidad. El señor le entregará el feudo en pago por sus servicios futuros, que generalmente consistía en bienes inmuebles: Grandes extensiones de terreno, casi siempre de labranza. El juramento y el vasallaje será de por vida.
La entrega del feudo o algún elemento que lo represente constituye la investidura y se realizaba inmediatamente después del homenaje. El régimen jurídico de entrega es, de forma general, un usufructo vitalicio, aunque también podía ser en bienes materiales. Pero que con el tiempo se convirtió en una ligazón de familias entre el señor y sus vasallos, pudiendo heredarse el feudo siempre que los herederos renovaran sus votos con el señor.
Sin embargo, el señor feudal tenía derecho a revocar el feudo a su vasallo si este no se comportaba como tal, o demostraba algún signo de deslealtad, como conspirar contra él, no cumplir entregando las tropas de su feudo en caso de guerra, etc., ya que cometía el delito de felonía. A un felón se le consideraba un mal vasallo y una persona de la que desconfiar. En el sistema feudal, la felonía era una terrible mancha de por vida en la reputación de un caballero.

### La encomienda. La organización del feudo
La encomienda, encomendación o patrocinio (patrocinium, commendatio, aunque era habitual utilizar el término commenpdatio para el acto del homenaje o incluso para toda la institución del vasallaje) eran pactos teóricos entre los campesinos y el señor feudal, que podían también ritualizarse en una ceremonia o, más raramente,  y dar lugar a un documento. El señor acogía a los campesinos en su feudo, que se organizaba en una reserva señorial que los siervos debían trabajar obligatoriamente (sernas o corveas) y en el conjunto de pequeños terrenos para explotaciones familiares (o mansos feudales) que se atribuían en el feudo a los campesinos para que pudieran subsistir. La obligación del señor era protegerles si eran atacados, y mantener el orden y la justicia en el feudo. A cambio, el campesino se convertía en su siervo y pasaba a la doble jurisdicción del señor feudal: en los términos utilizados en España en la Baja Edad Media, el señorío territorial, que obligaba al campesino a pagar rentas al noble por el uso de la tierra; y el señorío jurisdiccional, que convertía al señor feudal en gobernante y juez del territorio en el que vivía el campesino, por lo que obtenía rentas feudales de muy distinto origen (impuestos, multas, monopolios, etc.). La distinción entre propiedad y jurisdicción no era en el feudalismo algo claro, pues de hecho el mismo concepto de propiedad era confuso, y la jurisdicción, otorgada por el rey como merced, ponía al señor en disposición de obtener sus rentas. No existieron señoríos jurisdiccionales en los que la totalidad de las parcelas pertenecieran como propiedad al señor, siendo muy generalizadas distintas formas de alodio en los campesinos. En momentos posteriores de despoblamiento y refeudalización, como la crisis del siglo XVII, algunos nobles intentaban que se considerasen despoblados completamente de campesinos un señorío para liberarse de todo tipo de cortapisas y convertirlo en coto redondo reconvertible para otro uso, como el ganadero.
Junto con el feudo, el vasallo recibe los siervos que hay en él, no como propiedad esclavista, pero tampoco en régimen de libertad; puesto que su condición servil les impide abandonarlo y les obliga a trabajar. Las obligaciones del señor del feudo incluyen el mantenimiento del orden, o sea, la jurisdicción civil y criminal (mero e mixto imperio en la terminología jurídica reintroducida con el Derecho romano en la Baja Edad Media), lo que daba aún mayores oportunidades para obtener el excedente productivo que los campesinos pudieran obtener después de las obligaciones de trabajo —corveas o sernas en la reserva señorial— o del pago de renta —en especie o en dinero, de circulación muy escasa en la Alta Edad Media, pero más generalizada en los últimos siglos medievales al dinamizarse la economía—. Como monopolio señorial solían quedar la explotación de los bosques, la caza, los caminos, puentes, molinos, tabernas y tiendas. Todo ello eran más oportunidades de obtener más renta feudal, incluidos derechos tradicionales, como el ius prime noctis o derecho de pernada, que se convirtió en un impuesto por matrimonios, buena muestra de que es en el excedente de donde se extrae la renta feudal de forma extraeconómica (en este caso en la demostración de que una comunidad campesina crece y prospera).
También en muchos casos se puede demostrar que el vasallo era más privilegiado en comparación con el siervo por simples razones: el señor feudal le daba protección, justicia y sustento económico al vasallo a cambio de consejos, ayuda militar y ayuda económica.

## Los estamentos sociales
La división en tres órdenes se subdividía a su vez en estamentos compactos y perfectamente delimitados.
En una primera división se encuentra el grupo de los privilegiados. Todos ellos señores, eclesiásticos o caballeros. En la cúspide se hallaba el Rey, después el Alto Clero integrado por arzobispos, obispos y abades y el Bajo Clero formado por los curas y sacerdotes, y por último la nobleza. 
Es este grupo el que nombra los señores y los caballeros, y estos últimos a su vez podían ser señores de otros caballeros, dependiendo de su poder y de la capacidad de subinfeudar sus tierras. El Alto Clero, además de las tareas que dentro de los tres órdenes le habían sido encomendadas (guía espiritual y sostener la doctrina moral que mantenía el feudalismo) podían ser a su vez señores y entregar parte de sus bienes para la defensa de su comunidad. Los privilegiados no pagaban impuestos.
Los no privilegiados eran la burguesía, los artesanos, los sirvientes y los campesinos, que se subdividían a su vez en colonos y aldeanos. Estaban sometidos a la tierra y, por lo tanto, a quien de ella dependiera, trabajándola y entregando una parte de sus frutos al señor; o bien, en el caso de artesanos y burgueses, debían obediencia a quien les garantizaba la defensa de la ciudad y la entrega de bienes o dinero.

### Clero

Cruz de Calatrava, emblema de la Orden de Calatrava, organización religioso-militar fundada en 1158 en Castilla.

El Alto Clero estuvo siempre dominado por el episcopado, cuyos poderes terrenales eran equiparables a los de cualquier señor laico. En un primer momento, los monjes, todos pertenecientes al Bajo Clero, quedaban dentro del ámbito de poder de los obispos. Más tarde serían los abades quienes terminarían por delimitar su autoridad sobre los miembros de las órdenes monásticas, quedando los sacerdotes en el ámbito de la diócesis episcopal.
En las abadías se fueron perfilando modelos distintos: 
Por un lado, aquellas que no eran poseedoras de grandes propiedades y que dependían para su supervivencia de las limosnas de los fieles, y de algunos predios entregados por los señores del lugar para garantizar el sustento de la comunidad religiosa. La necesidad de dinero favorece que la limosna es ensalzada como deber fundamental para el creyente y camino para la salvación del alma.
Otros monasterios poseían extensas propiedades y el abad actuaba como un señor feudal, en algunos casos incluso nombrando caballeros que le protejan o favoreciendo la creación de órdenes religioso-militares de gran poder. Sea como fuere, en estos el dinero proviene de las rentas que son entregadas por los siervos, generalmente en especie, así como de las aportaciones, muchas de ellas generosas, y a veces interesadas, de otros señores. La necesidad de mantener una buena relación con el abad de un monasterio poderoso favorecerá que otros señores entreguen ofrendas de alto valor y ayuden a la construcción y embellecimiento de iglesias y catedrales que simbolizaban el poder.
El diferente destino de los eclesiásticos venía determinado por su ascendencia social. Se trata del estamento social más abierto, pues cualquier persona libre puede incorporarse al mismo pagando una cantidad de dinero dote. Este será el elemento que determine dentro la posición que va a ocupar cada uno. Los hijos de los señores aportarán cuantiosas sumas que garantizan no solo su supervivencia de por vida sino un incremento patrimonial notable para el cabildo catedralicio o monasterio en el que se integran, y un rango alto de los donantes dentro del sistema. Son estos los que ocuparán más tarde los cargos obispales. Por otro lado, los clérigos serán los hijos de los no privilegiados, y cuyas funciones, además de las religiosas, estarán limitadas al ora et labora. Esta práctica degeneró en la práctica de compraventa de cargos eclesiásticos llamada simonía.

### Ejército

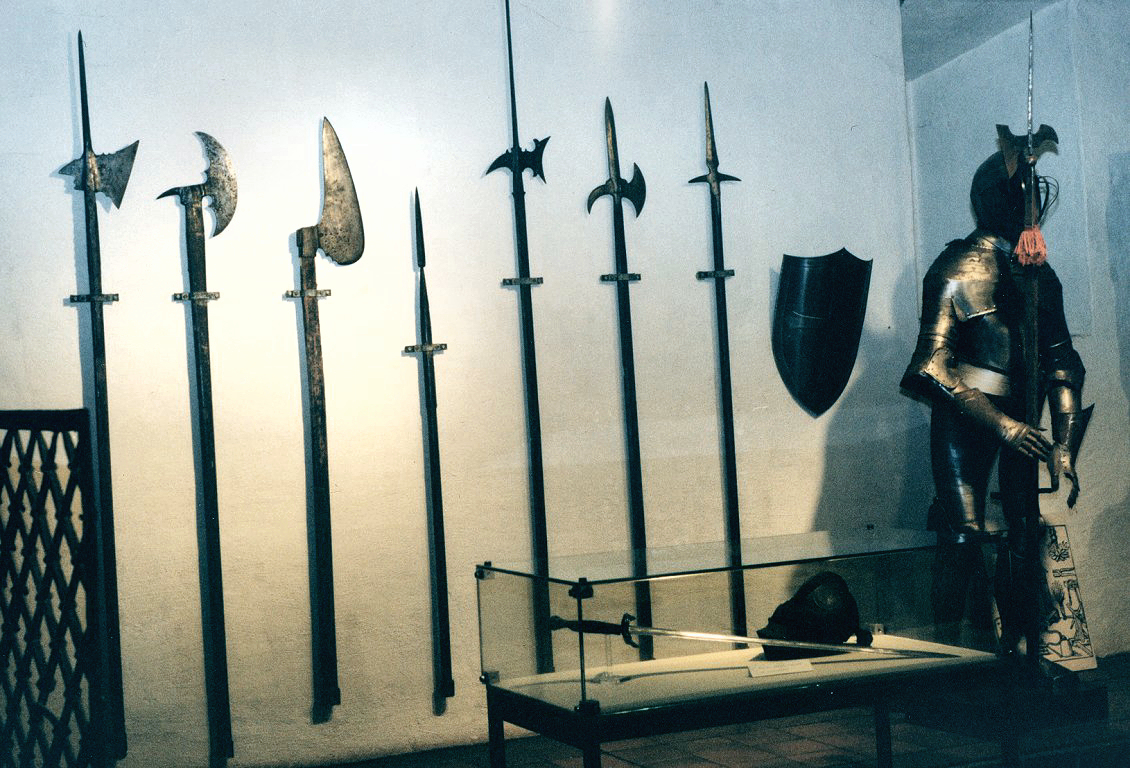
Armadura y armas de los caballeros, generalmente aportadas por el señor en la Investidura.

La obligación primordial del vasallo y secundaria del siervo era cumplir con los deberes militares, para la defensa del señor,  sus bienes, y también la defensa del propio feudo. Una obligación pareja era aportar una parte mínima de los tributos recaudados al señor para engrandecer sus propiedades. El caballero no tenía en realidad un dueño, ni estaba sometido a poder político alguno, de ahí que se encontrasen caballeros que luchaban en las filas de un rey un día, y al siguiente en las de otro. Su deber real era para con el señor a quien le unía un espíritu de camaradería.
En el siglo IX aún se usaba el término milites para hacer referencia a los caballeros, aunque pronto los idiomas locales fueron gestando términos propios que se agrupaban en "jinetes" o "caballeros". Su importancia fue en aumento al prescindirse cada vez más de la infantería. El caballero debía proveerse de caballo, armadura y armas, y disponer de tiempo de ocio para cumplir su misión.
Aunque abierto al principio, el estamento de los caballeros tendió a cerrarse, convirtiéndose en hereditario. Con el tiempo, los caballeros eran ordenados al terminar la adolescencia por un compañero de armas en una ceremonia sencilla. En este momento ya no importa la fortuna, sino la ascendencia, creándose diferencias notables entre los mismos. Los más pobres disponían de un pequeño terreno, y ocupaban su tiempo entre las labores propias del campesino y la guerra. Los más poderosos, que disponían de tierras y fortuna, comenzaron a formar la auténtica nobleza, concentrando poder económico y militar.

#### La caballería en los reinos de Hispania
En los reinos peninsulares, los reyes, siempre necesitados de tropa para enfrentarse a los musulmanes, promueven la caballería entre sus súbditos de modo muy sencillo: se denominaba caballero aquel capaz de mantener un caballo, cosa para la que se requería una mínima fortuna, pues el caballo no sirve para las tareas del campo. Al cabo de tres o cuatro generaciones, manteniendo un caballo, se adquiría la calidad de hidalgo (hijo de alguien). Esta es la razón por la que Alonso Quijano, don Quijote, tuviera un caballo flaco: para seguir llamándose hidalgo y el hecho de que quisiera ser armado "caballero", una burla más de Cervantes que entendían quienes, en la época, sabían que hidalgo era más que caballero.
Tener un caballo suponía poder participar en las guerras del rey y, comportándose valientemente, optar a la posibilidad que el rey le concediera mercedes.
Esta organización, mucho más permeable socialmente, tuvo dos consecuencias: fortalecer el poder real frente a los nobles, puesto que el rey tenía ejércitos sin necesitar su ayuda, y fortaleciendo el poder real, hacer más poderoso el país, como así ocurrió. Véanse las guerras civiles entre Pedro I de Castilla y su hermanastro Enrique, cómo el primero se apoya en las ciudades y el segundo en los nobles, pero cambia de bando hacia las ciudades cuando derrota y mata a Pedro.

### Campesinado
Recibían el nombre de villanos los hombres libres de las villas dedicados a la agricultura (también llamados colonos ingenuos. Podían cambiar de lugar, contraer matrimonio y transmitir sus bienes. Sin embargo, estaban obligados a pagarle al señor impuestos en dinero o en especie por el uso de la tierra, así como al servicio militar. Entre estos sigue habiendo diferencias, según se sea labrador -que dispone de una yunta de bueyes- o mero peón. En algún caso singular, campesinos libres llegaronn a poseer grandes extensiones que les permitieron más tarde llegar a la condición de terratenientes y, de ahí, a nobles, pero eran situaciones excepcionales.

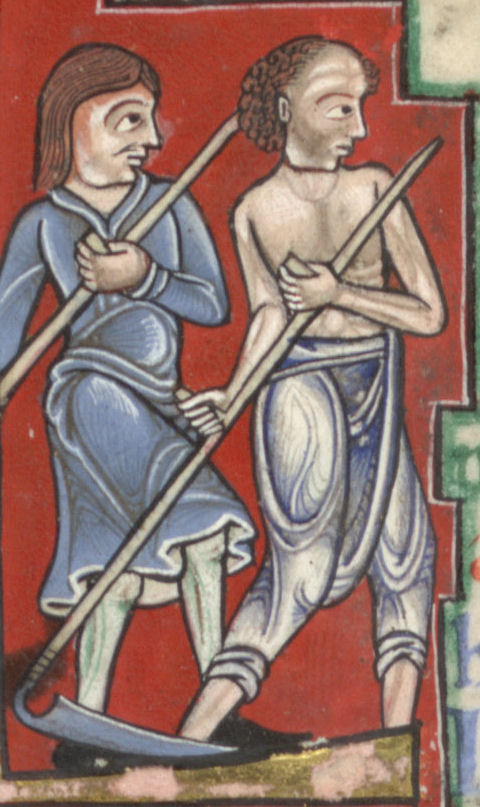
Siega del heno, con guadaña. Psalterio Hunter, hacia 1170.
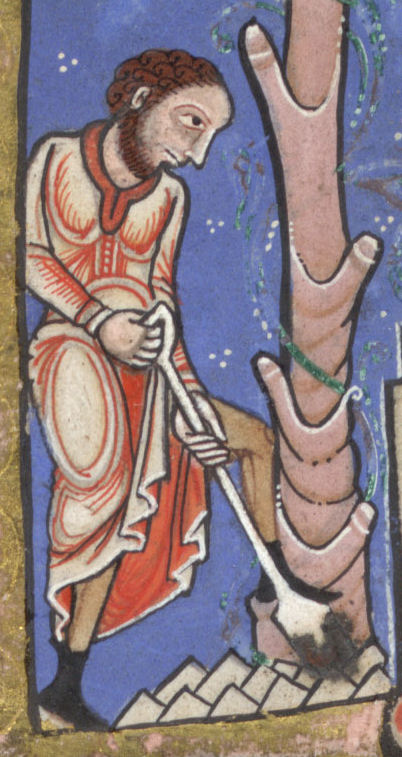
Campesino cavando Psalterio Hunter, hacia 1170.
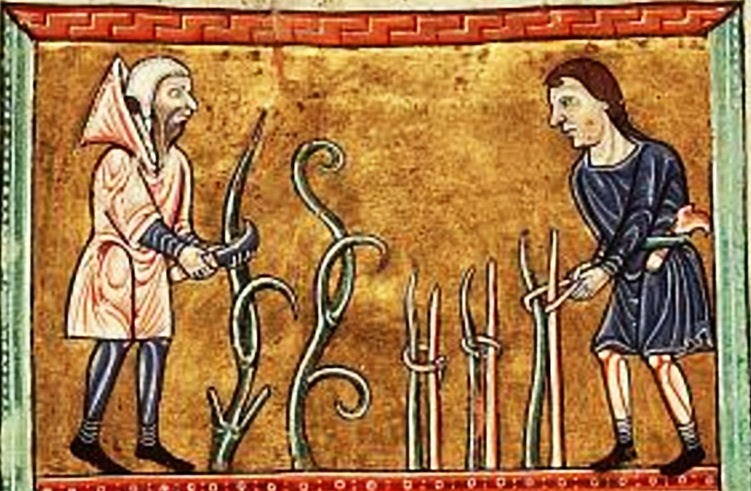
Viñateros podando. Psalterio Weinbau, hacia 1180.
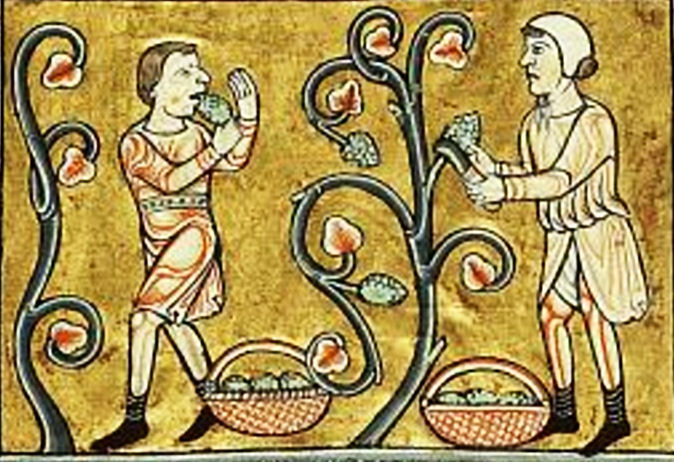
Campesinos vendimiando. Psalterio Weinbau, hacia 1180.
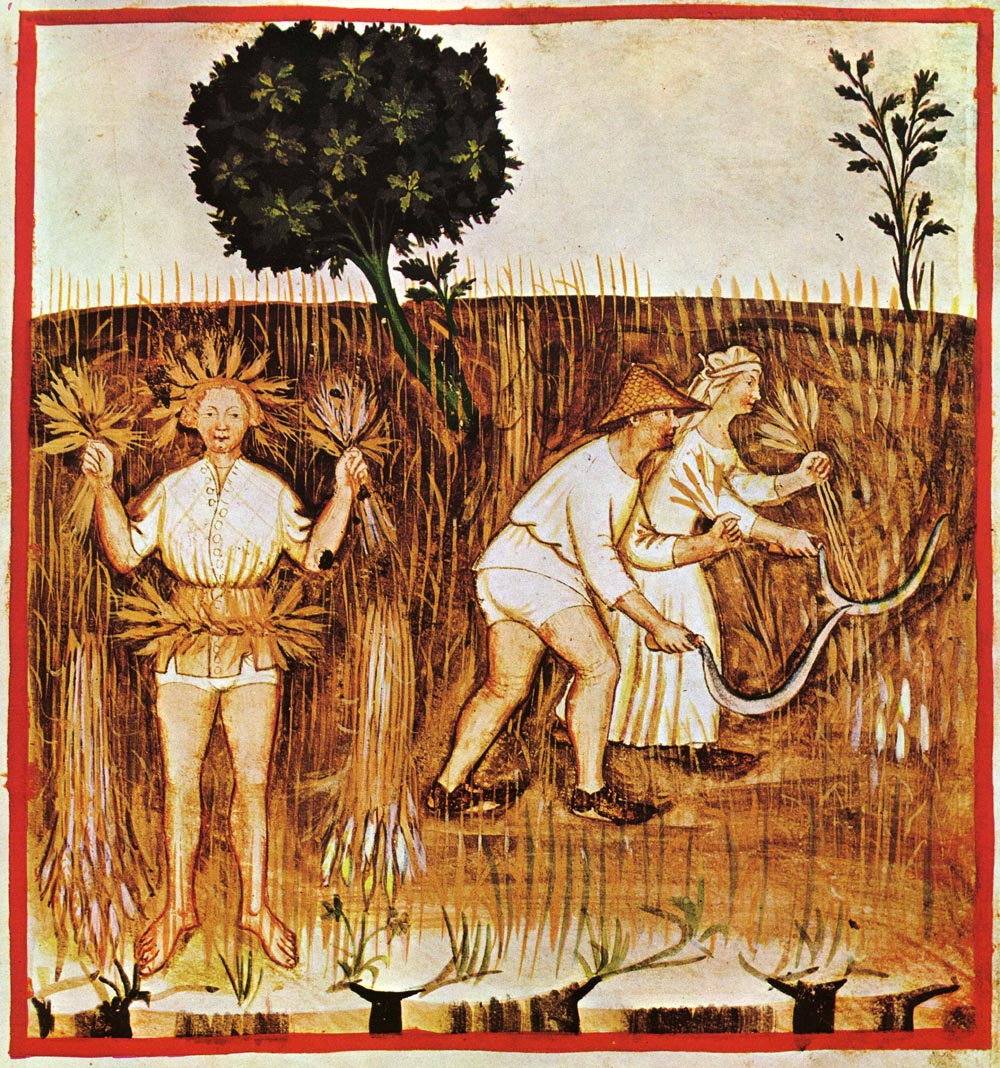
Campesinos segando. Ilustración del siglo XIV (Tacuinum sanitatis).
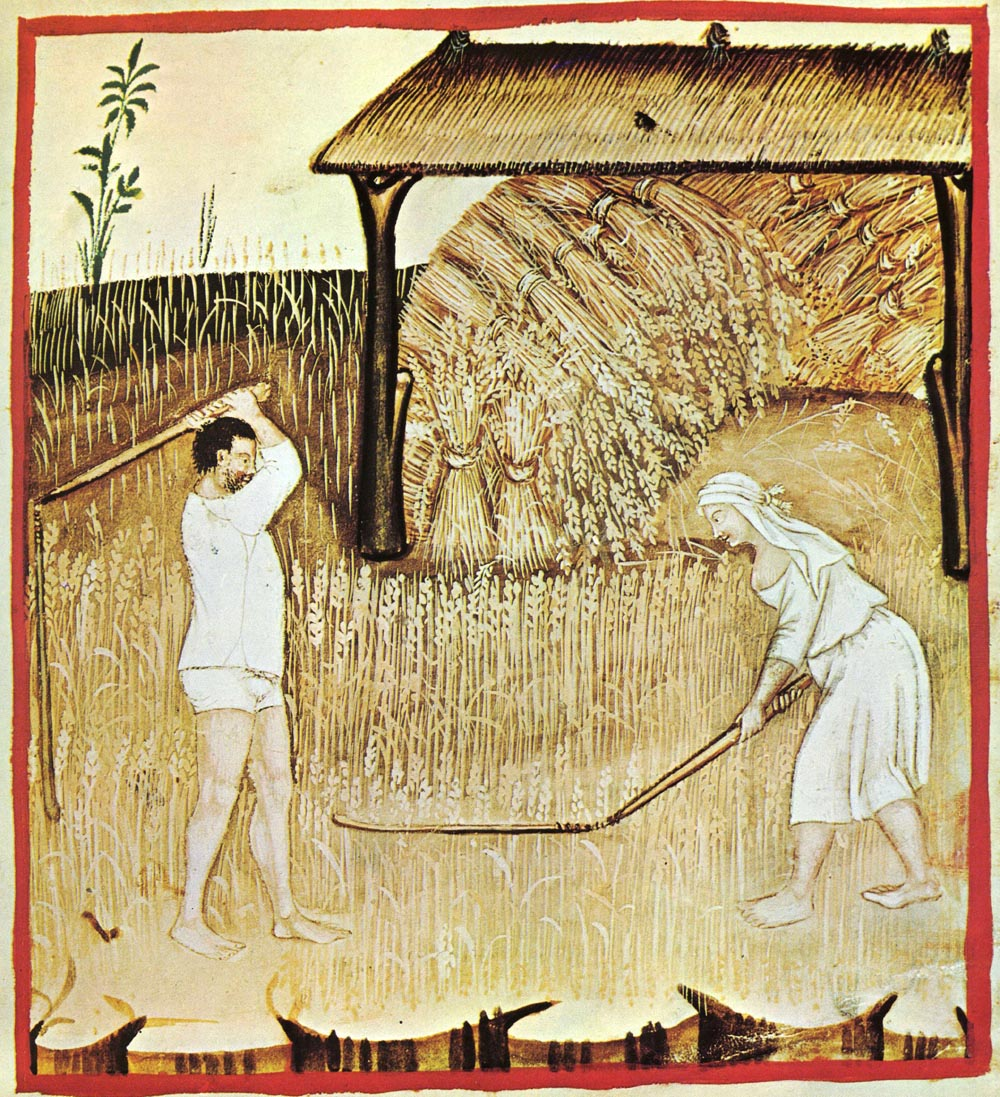
Campesinos separando el grano de la paja con trillos manuales. Ilustración del siglo XIV (Tacuinum sanitatis).
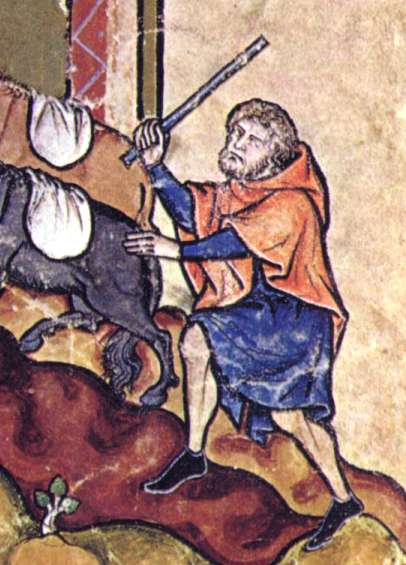
Campesino arreando mulas de carga. Biblia Maciejowski, hacia 1250.
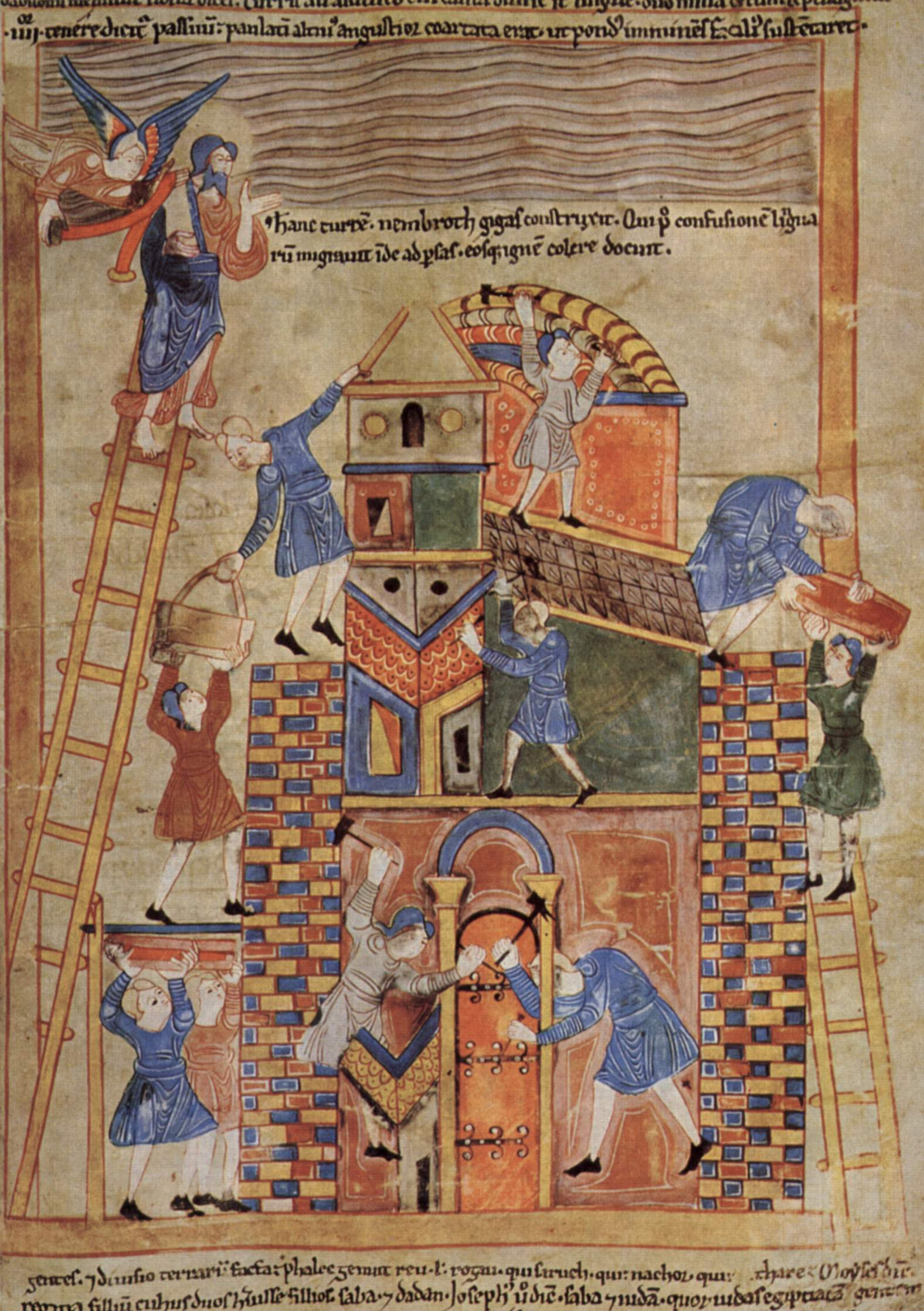
Oficios de la construcción. Ilustración del siglo XI (Construcción de la torre de Babel, del Maestro del Pentateuco).

La minoría de la masa campesina eran los siervos. Esta clase, más bien condición social, fue introducida por los germanos en el Imperio Romano, debido al foedus y a las invasiones. Eran hombres libres, más bien semilibres, que estaba ligados a la gleba y sometidos al señor de esa tierra.
Su situación era de dependencia frente a un señor que no habían elegido y que tenía sobre ellos el poder de distribuir la tierra, administrar justicia, determinar tributos, exigirles obligaciones militares de custodia y protección del castillo y bienes del señor, y además apropiarse como renta feudal de una parte sustancial del excedente, en especie (porcentajes de la cosecha), dinero u otras labores extra.

### Burguesía
Era libre e igualitaria, porque los señoríos no abarcaban su control. El término burguesía (del francés bourgeoisie) se utiliza en la economía política y en la filosofía política, la sociología y la historia para designar a la clase media acomodada, aunque su uso inicial y específico en las ciencias sociales o en el ideoléxico (especialmente, en la fraseología marxista) tiene diversas variantes y matices.

## Final
El sistema feudal, desde el punto de vista político, inicia su decadencia al comenzar las Cruzadas. También el predominio absolutista de los reyes y la adquisición de libertades por parte de las ciudades termina de poner fin al sistema.

## Economía feudal
Las invasiones que sufre Europa tras la caída del Imperio romano de Occidente (normandos, musulmanes, eslavos) y el posterior debilitamiento del Imperio carolingio frenaron la actividad económica hasta las puertas del año 1000.
Es en este momento cuando se extienden modernas técnicas agrícolas que, existiendo anteriormente, habían quedado reducidas a pocos espacios territoriales. Entre ellos cabe destacar el aumento en el uso de los molinos de agua como fuerza motriz, y de las acequias para riego, extendiendo los cultivos y liberando mano de obra. Además, mejoraron los métodos de enganche de los animales, especialmente el caballo y el buey, cuya cría aumentó de manera notable y permitío disponer de animales de tiro en abundancia. Los instrumentos de uso agrícola, como el arado o la azada, generalmente de madera, fueron sustituidos por  hierro.
La explotación agraria feudal era de subsistencia. Los siervos cultivaban lo suficiente para mantenerse a sí mismos y para pagar los diezmos a la Iglesia y la renta al señor. De la recolecta se separaban también las semillas necesarias para la siguiente siembra. Los mercados urbanos se abastecían con las porciones de los diezmos y la renta.
Los cultivos se organizaban en torno a las poblaciones en tres anillos. El primero y más cercano a la población se dedicaba a las frutas y hortalizas. El segundo era para los cereales, principal sustento de la época. El tercer núcleo eran tierras de pasto y monte explotadas de forma comunal. Los pastos comunales limitaban por tanto la expansión de las tierras de cereales e impedían ampliar la extensión cultivada según la demanda de la población.
La rotación de cultivos era el principal sistema utilizado para evitar el deterioro de la tierra. Este método consiste en dejar en barbecho (es decir, sin cultivar) una parte de la tierra cada año para permitir su regeneración. En las regiones mediterráneas se usaba la rotación bienal, según el cual la mitad de las tierras quedaba en barbecho cada año. En las regiones europeas atlánticas se usaba la rotación trienal: un tercio de la tierra para cereal de ciclo largo (de invierno), otro tercio para cereal de ciclo corto (verano) y el último tercio en barbecho. La tierra que quedaba sin cultivar se dedicaba a uso comunal, permitiendo que los animales pastasen en ella (práctica conocida como derrota de mieses).
El aumento de la producción como consecuencia de las innovaciones supone ya en el siglo XI una reducción de las prestaciones personales de los siervos a sus señores en cuanto a horas de trabajo, sustituyéndose por el pago de una cuantía económica o en especie. Se reducen las tierras del señor y aumentan los arrendamientos. Al mismo tiempo, los campesinos aumentan sus rentas disponibles y ganan en independencia.
Se incrementa el número de tierras roturadas y comienza el periodo de eliminación de los bosques europeos, drenaje de las tierras empantanadas, la extensión de los terrenos arados lejos de las aldeas y la construcción dispersa de casas campesinas. Las mejores tierras atraen a una mayor masa de población y se producen migraciones en todo el centro de Europa. El crecimiento de la población es notable a partir del 1050, llegándose a duplicar la población de Inglaterra en 150 años y se triplicará hacia el final de la Edad Media. En el siglo XI las hambrunas desaparecieron.
A partir del siglo XII, la existencia de excedentes incrementa el comercio más allá de las fronteras del señorío. Las actividades comerciales permiten que surja una incipiente burguesía, los mercaderes, que debe realizar su trabajo pagando igualmente una parte de sus beneficios en forma de tributos a los señores, que a su vez incrementan con ello sus recursos. Las rutas de peregrinaje son los nuevos caminos por donde se abre el comercio. Roma, Jerusalén o Santiago de Compostela son los destinos, y las comunidades situadas en sus vías de acceso florecen. Las ciudades, burgos, son al mismo tiempo espacios de defensa y comercio conforme avanza el tiempo y se va gestando una nueva sociedad que despegará en los siglos XIII y XIV.

## Crisis del feudalismo
La crisis del feudalismo es el periodo de decadencia por el cual pasa el feudalismo, y se caracteriza por el agotamiento de las tierras de cultivo y la falta de alimentos, lo que por consecuencia produjo hambruna y una gran cantidad de muertos. A ello hay que añadir la aparición de graves enfermedades infectocontagiosas o epidémicas, como las pestes. Tal es el caso de la conocida peste negra, que disminuyó notoriamente la población europea.
A partir del siglo XIII, la mejora de las técnicas agrícolas, mayores excedentes y el consiguiente incremento del comercio hizo que la burguesía fuera presionando para que se facilitara la apertura económica de los espacios cerrados de las urbes, se redujeran los tributos de peaje, y se garantizaran formas de comercio seguro y una centralización de la administración de justicia e igualdad de las normas en amplios territorios que les permitieran desarrollar su trabajo, al tiempo que garantías de que quienes vulnerasen dichas normas serían castigados con igual dureza en los distintos territorios.
Las ciudades que abrían las puertas al comercio y otorgaban una mayor libertad de circulación, veían incrementar la riqueza y prosperidad de sus habitantes y las del señor, por lo que con reticencias pero de manera firme se fue diluyendo el modelo. Las alianzas entre señores eran más comunes, no ya tanto para la guerra, sino para permitir el desarrollo económico de sus respectivos territorios. Y el rey fue el elemento aglutinador de esas alianzas.
El feudalismo alcanzó el punto culminante de su desarrollo en el siglo XIII; a partir de entonces inició su decadencia. El subenfeudamiento llegó a tal punto que los señores tuvieron problemas para obtener las prestaciones que debían recibir. Los vasallos prefirieron realizar pagos en metálico (scutagium, «tasas por escudo») a cambio de la ayuda militar debida a sus señores; a su vez estos tendieron a preferir el dinero, que les permitía contratar tropas profesionales que en muchas ocasiones estaban mejor entrenadas y eran más disciplinadas que los vasallos. Además, el resurgimiento de las tácticas de infantería y la introducción de nuevas armas, como el arco y la pica, hicieron que la caballería no fuera ya un factor decisivo en la guerra. 
La decadencia del feudalismo se aceleró en los siglos XIV y XV. Durante la Guerra de los Cien Años  las caballerías francesa e inglesa combatieron duramente, pero las batallas se ganaron en gran medida por soldados profesionales y en especial por arqueros de a pie. Los soldados profesionales combatieron en unidades cuyos jefes habían prestado juramento de homenaje y fidelidad a un príncipe, pero con contratos no hereditarios y que normalmente tenían una duración de meses o años. Este «feudalismo bastardo» estaba a un paso del sistema de mercenarios, que ya había triunfado en la Italia de los condotieros renacentistas.

### Ciudad libre
Una institución particular que se oponía al feudalismo, desarrollada en partes del Sacro Imperio Romano Germánico y que a la postre llevaría a varios conflictos armados, fue la ciudad imperial libre. Una noción apoyada por la ciudadanía y por la pequeña burguesía originada en los patricios. Estos eran miembros de familias de una clase caballeresca sin posesiones hereditarias ni privilegios con respecto a la nobleza tradicional, la misma cuyos miembros se consideraban los legítimos señores de sus dominios, por lo que esperaban seguir cobrando parte de los impuestos y derechos que les correspondían.
Aunque la ciudad imperial libre cobraría más importancia en siglos posteriores, sobre todo en el marco de los conflictos religiosos tras la reforma luterana, la idea de un vasallaje directo al emperador —que no pasara por la nobleza— había originado ya en los siglos XII-XIII mucha tensión en regiones como Franconia y Wurtemberg. Además, a muchos de los jóvenes patricios se les encomendaba la protección de un castillo, un puesto estratégico en aquella época, y estos, ya como castellanos, iban ganando poder e influencia a expensas de los margraves y demás integrantes de la nobleza. De hecho, la palabra Burg (‘castillo’) en su variante francona (burgo) es el origen del término «burguesía» (adaptándose conforme el uso que se le daba en tierras francesas, de ahí bourgeoisie), ya que los propios castillos, por su significado estratégico, se convertían en los nuevos núcleos urbanos, y, con ellos, los castellanos en burgueses. La idea tras esta institución, pues, no era acabar con el estatus social de la monarquía, sino volver en cierto modo a un sistema anterior al feudalismo de vasallaje directo.

## El feudalismo como forma universal de interacción social
Siguiendo la sociología formal de Georg Simmel, el sociólogo ruso-americano Vladimir Shlappentokh ve el feudalismo como una forma de interacción universal que se extendió por todas las épocas y formaciones sociales y que nunca desapareció del todo, ni siquiera en los tiempos modernos. Es el resultado de la necesidad humana de protección y de la voluntad de la gente de pagar por esta protección con lealtad, en especie o en dinero. Las lealtades medievales, las estructuras de dependencia en la economía sumergida, el gobierno oligárquico con sus vasallos, pero también las bandas mafiosas pueden considerarse formas feudales de interacción. El politólogo y antropólogo Aaron B. Wildavsky argumenta de forma similar, señalando la existencia de estructuras feudales en el imperio Kasita, el Reino Medio de Egipto y Japón (hasta el siglo XVIII). Shlapentokh y Woods postulan que las estructuras sociales y económicas que se derivan del tipo ideal del feudalismo medieval europeo no deben considerarse como sus variantes, sino como híbridos formados a partir de diferentes segmentos sociales o económicas (liberal-capitalista, autoritario, etc.) que pueden coexistir, por ejemplo, tanto en EE. UU. como en Rusia. Este concepto del feudalismo como forma universal de interacción contradice modelos de sociedad sistémico-holísticos e integradores como los de Talcott Parsons o Niklas Luhmann, mientras que la idea de sociedades o economías híbridas es parcialmente compatible con el modelo marxista (como por ejemplo con las teorías de Erik Olin Wright).
En tiempos contemporáneos, se han presentado investigaciones de que perdura un paternalismo feudal en las dinámicas sociales de América Latina. Aquello generaría debates entre sociólogos y economistas sobre la coexistencia de dichos rezagos feudales en la región con el intento de desarrollar una economía capitalista e instituciones liberales, entre sí es correcto o no que está impidiendo su consolidación de una sociedad moderna (ante la posibilidad de vivirse en una sociedad dual, o que solo ha estancado la región en el Mercantilismo y el Autoritarismo), o si es que es conveniente o no que se mantengan o destierren dichos valores feudales para consolidar la Justicia social y el Desarrollo económico en la región (ante los cuestionamientos a las teorías Desarrollistas e Historicistas sobre si la Modernización política es el camino inevitable a seguir para el progreso, o si por el contrario, se pueden conseguir alternativas de progreso sin atentar con la sociedad tradicional ni imitar los modelos euro-estadounidenses de Revolución liberal-burguesa).

## Críticas al concepto
Jacques Heers en su obra La invención de la Edad Media es crítico con la generalización del concepto:

"Sociedad feudal y economía feudal son dos conceptos inventados y naturalmente muy ambiguos, cuando no vacíos de sentido. Ese error se acompaña además de generalizaciones abusivas. Se le hace un gran honor al sistema feudal, y se le da demasiada importancia, al invocarlo en todo momento, para grandes períodos cronológicos y para todos los países de Occidente, como si ese sistema formara en todas partes el esqueleto de las sociedades y de las civilizaciones. De hecho, el feudalismo puro o clásico, tal como lo describen generalmente los manuales, solamente se aplicó en todo su rigor y amplitud a las relaciones políticas de una área geográfica relativamente reducida, la que los historiadores franceses de la primera mitad del siglo — y yo diría más bien los de la escuela «de París»— podían observar con más facilidad: Ile-de-France, Picardía, Champagne... En otros lugares se produjeron otros procesos. En el sur de Europa, los derechos feudales hallaron muchos obstáculos y tuvieron que adaptarse a herencias o tradiciones; fue el caso de Provenza, del Languedoc e incluso de Aquitania; y todavía más en el caso del norte de Italia. Los países germánicos también evolucionaron de otra forma distinta.

Por otra parte, el historiador inglés Frederic William Maitland declaró en 1888, en tono irónico, que el feudalismo en Inglaterra lo introdujo Henry Spelman (la persona que acuñó el concepto en el siglo XVII) y que llegó a su plenitud a mediados del siglo XIX con las fuertes desigualdades de la era victoriana y la Revolución Industrial. Argumentando que el "feudalismo" del siglo XIII es radicalmente diferente al del siglo XI, o el "feudalismo" de Francia con el de Inglaterra (que consideraba el país menos "feudal" de la Edad Media), y que el término en sí era tan vago a nivel historiográfico para describir el sistema social y político de las sociedades premodernas, que solo provocaba que cualquiera pudiese interpretarlo para lecturas ideológicas (por ejemplo, que según la tendencia política de algún historiador, unos dirían que Guillermo el conquistador introdujo o suprimió el feudalismo inglés), y que simplemente no logra entender la realidad de esos tiempos ni tampoco mostrar la diversidad socioeconómica en cada región en el mundo.
A su vez, hay investigadores que consideran problemático la generalización del concepto a ámbitos ajenos al marco europeo, puesto que su origen en la Historiografía occidental podría suponer que se caiga en un sesgo Eurocentrista para estudiar las relaciones sociales de otras sociedades. Por ejemplo, se cuestionaría la existencia de un feudalismo en Japón, del que tanto insistirían las escuelas de los Marxistas y los legalist historian.